# Alianz Canine WorldWide
Alianz Canine World Wide es una organización cinológica española que agrupa a asociaciones privadas o con reconocimiento oficial en sus países de origen cinológicas de distintos países.  Su principal trabajo es «fomentar una cinofilia libre y respetuosa en todo el mundo».